# Leruddtjärn
Leruddtjärn är en sjö i Lycksele kommun i Lappland och ingår i Umeälvens huvudavrinningsområde. Sjöns area är 0,02 kvadratkilometer och den är belägen 335 meter över havet.